# Sepiola boletzkyi
Sepiola boletzkyi is een inktvissensoort uit de familie van de Sepiolidae. De wetenschappelijke naam van de soort werd voor het eerst geldig gepubliceerd in 2015 door de Bello en Salman.